# چرچ‌لو
چرچلو روستایی است که در استان اردبیل، شهرستان مشگین‌شهر، بخش مرادلو، دهستان یافت قرار دارد. این روستا درون دره‌ای زیبا و پر از چشمه واقع شده‌است. روستای چرچلو از شمال با روستای ویزناب (میزنو) از غرب با روستای دلقناب و رود قره سو از جنوب با روستای قره آغاج (قلعه قهقهه) و از شرق با طبیعتی بکر همراه با دره‌ها و کوه‌ها منطقه همسایه است.

## جمعیت
بر اساس سرشماری سال ۱۳۸۵ جمعیت این روستا ۲۷۱ نفر با ۵۷ خانوار بوده‌است.